# Pigens sang ved bækken

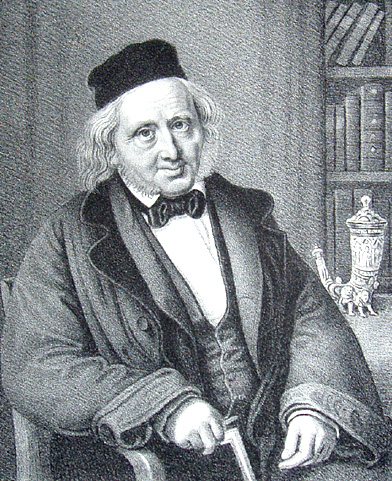
Bernhardt Severin Ingemann

Pigens sang ved bækken (Deens voor Zingend meisje aan een beek) is een gedicht van Bernhardt Severin Ingemann. Het is te vinden in diens Folkedands-Viser og Blandede Digte uit 1842. De beginregel luidt: 'Ved Bækken jeg sidder den milde sommerdag (Op een zomerdag zit ik bij een beek).
Het gedicht was geliefd bij Deense componisten om er muziek bij te schrijven. Een van de eersten was Niels Gade, maar zoals vaak bij het werk van Gade ontbreekt de exacte datering. Carl Helsted, een tijdgenoot van Gade, zette er ook muziek onder. Niels Christian Theobald Ravnkilde, een bijna tijdgenoot van Gade, nam het als lied op in zijn Fire sange (1902). Niels Otto Raasted, een generatie later dan Gade, gebruikte het als vijfde lied in zijn Otte Korsange opus 22 uit 1919. 